# $h*! My Dad Says
$#*! My Dad Says (pronunciado como "Bleep My Dad Says"), conocida en España como Controla esa lengua, papá, es una serie de televisión de comedia estadounidense producida por Warner Bros y transmitido por la cadena CBS. El nombre de la serie está basado en el nombre de la cuenta de Twitter Shit My Dad Says ("Mierdа que mi papá dice"), creado por Justin Halpern, que consiste en citas de su padre, Sam. La serie se estrenó el 23 de septiembre de 2010. El 15 de mayo de 2011 la CBS anunció la cancelación de la serie.

## Trama
Ed es un hombre muy testarudo de 72 años de edad, quien se ha divorciado tres veces. Sus dos hijos adultos, Henry y Vince, están acostumbrados a sus consejos no solicitados y muchas veces incorrectos. Cuando Henry, un escritor de blog, ya no puede pagar el alquiler, se ve obligado a regresar a casa de Ed, que crea nuevos problemas en su relación difícil entre padre e hijo. Como pasan las semanas, Henry es incapaz de encontrar un trabajo como escritor, sobre todo debido a la falta de buen material. Finalmente consigue un trabajo, cuando durante su entrevista con Ed interrumpe con una llamada telefónica irracional que despierta el interés del editor excéntrico realizador de la entrevista. Henry es finalmente contratado, pero se ve obligado a seguir viviendo con Ed, a fin de poder seguir escribiendo acerca de las diatribas no solicitadas de su padre, de ahí el título "$#*! My Dad Says".

## Elenco
- William Shatner como Dr. Edison Milford "Ed" Goodson III.
- Jonathan Sadowski como Henry Goodson.
- Will Sasso como Vince Goodson.
- Nicole Sullivan como Bonnie Goodson.
- Tim Bagley como Tim.